# アラン・ギバード
アラン・ギバード（Allan F. Gibbard、1942年4月7日 - ）は、アメリカ合衆国の哲学者、経済学者。専門は倫理学・社会選択理論。
現在はミシガン大学リチャード・B・ブランド特別哲学教授（Richard B. Brandt Distinguished University Professor of Philosophy）を務める。とりわけメタ倫理学の分野で重大な業績を残している他、言語哲学、形而上学の分野でも活躍した。社会選択理論においても重要な論文を書いており、経済学にも影響力を及ぼしている。

## 経歴
- 1963年 スワースモア大学を卒業、学士号を取得。専攻は数学、副専攻は物理学と哲学。
- 1963年 - 1965年 平和部隊に参加、ガーナで数学と物理学を教える。
- 1971年 ハーバード大学でPh.D.を取得。指導教官はジョン・ロールズ。
- 1969年 - 1972年 シカゴ大学助教授 (Assistant Professor)
- 1972年 - 1974年 シカゴ大学准教授(Associate Professor)
- 1974年 - 1977年 ピッツバーグ大学准教授
- 1977年 -  ミシガン大学教授
- 1987年 - 1988年 ミシガン大学哲学部長
- 1994年 - Richard B. Brandt Distinguished University Professor of Philosophy
- 2001年 - 2002年 アメリカ哲学会中部部会会長
- アメリカ芸術科学アカデミー、Econometric Society、全米人文科学基金のフェロー。

## 業績
ギバードの倫理学の理論への貢献は以下の2冊の本にまとめられている。
1つはWise Choices, Apt Feelings: A Theory of Normative Judgment（1990年）であり、この中で倫理的な判断と合理性についての判断に関する一般理論を展開している。もう1冊にあたるThinking How to Live（2003年）では、規範的な言説（ディスクール）と記述的な言説との区別の再構築について議論している。倫理学や言語哲学以外での業績でよく知られているのは、社会選択理論におけるギバード＝サタースウェイトの定理（en:Gibbard-Satterthwaite theorem）の定式化である。これは社会的選択や投票の環境において戦略的な操作を防止するのは不可能であることを示した。戦略的操作とは、社会的選択もしくは投票に参加する個人が自らの選好を偽って表明することで自らにとってより望ましい結果を実現することである。

## 主要著作・論文
- "Manipulation of Voting Schemes: A General Result" 1973 Econometrica, 41, 587 - 601
- "A Pareto-Consistent Libertarian Claim" 1974 Journal of Economic Theory, 7, 388 - 410
- "Contingent Identity" 1975 Journal of Philosophical Logic, 4, 187 - 221
- "Manipulation of Schemes That Mix Voting with Chance" 1977 Econometrica, 45, 665 - 681
- "Economic Models" with Hal R. Varian 1978 Journal of Philosophy 75 664 - 677
- Wise Choices, Apt Feelings: A Theory of Normative Judgment. 1990 Cambridge, Massachusetts: Harvard University Press
- Utilitarianism and Coordination. 1990 New York: Garland
- Thinking How to Live. 2003 Cambridge, Massachusetts: Harvard University Press